# Hiéroglyphe égyptien D11

Valeur fractionnaire des différentes parties de l'œil oudjat servant à noter une fraction d'heqat.

Le hiéroglyphe égyptien D11 (partie intérieure de conjonctive) est classifié dans la section D « Parties du corps humain » de la liste de Gardiner ; cet hiéroglyphe y est noté D11.

## Représentation
Il représente la partie intérieure de la conjonctive de l'œil oudjat séparée par la pupille (hiéroglyphe D12).

## Utilisation
C'est un idéogramme de la valeur {\displaystyle {\frac {1}{2}}} dans la mesure heqat (soit environ 2,4 litres de céréales).